# Wilhelm Ernsthausen
Wilhelm Ernsthausen (* 8. Juli 1902 in Bukarest; † 12. Mai 1966 in Karlsruhe) war ein deutscher Professor für Elektrobiologie und Biophysikalische Messtechnik.

## Leben
Wilhelm Ernsthausen, Sohn des gleichnamigen Wildhüters und Jägers sowie von Berta geb. Hansen, studierte in Köln und in Karlsruhe. Von 1927 bis 1935 war er Wissenschaftlicher Assistent in Karlsruhe. 1935 bis 1943 war er Forscher und Abteilungsleiter der Deutschen Versuchsanstalt für Luftfahrt in Berlin. Er promovierte 1936 und habilitierte sich 1941. Von 1943 bis 1945 leitete er das Helmholtz-Institut (Reichsstelle für Hochfrequenzforschung) in Berlin. Von 1946 bis 1948 war er tätig im Luftfahrtmedizinischem Institut der US Air Force in Wright Field in Ohio. Ab 1952 war er Privatdozent, ab 1958 ordentlicher Professor und ab 1961 Senator in Karlsruhe.
Im Jahr 1954 wurde er mit dem Freudenberg-Preis der TH Karlsruhe ausgezeichnet.

## Werke (Auswahl)
- Zur Geräuschanalyse an elektrischen Maschinen, 1937
- Über die Verzerrungen des Niederfrequenz-Kondensatormikrophons, 1937
- Der Einfluss aerodynamischer Eigenschaften auf Schallfeld und Strahlungsleistung einer Luftschraube, 1941
- Die Herztätigkeit als Schwingungsvorgang, 1949
- Das elektrische Herzbild, 1953
- Über den Zusammenhang mechanischer und elektrischer Vorgänge am Warmblüter-Herzen, 1962
- Das elektrische Herzbild und seine Beziehung zu Thorax- und Extremitäten-EKG, 1956